# Reta de Sorgenfrey
Reta de Sorgenfrey, em topologia, é um espaço topológico que tem as propriedades de ser separável, primeiro-contável⁣, mas não é segundo-contável.
O espaço é definido na reta real, definindo como base os conjuntos fechados à esquerda e abertos à direita, ou seja, os conjuntos da forma {\displaystyle [a,b)}.
É fácil verificar que os conjuntos {\displaystyle (-\infty ,x)} e {\displaystyle [b,\infty )} são abertos, portanto, o complemento de sua união, {\displaystyle [x,b)}, é fechado. Além disso, como qualquer conjunto da forma {\displaystyle (a,b)} pode ser escrito como uma união (infinita) de conjuntos da forma {\displaystyle {\biggr [}a-{\frac {1}{n}},b{\biggr )}}, temos que {\displaystyle (a,b)} é um aberto nesta topologia, ou seja, esta topologia é mais fina que a topologia usual em {\displaystyle \mathbb {R} \,}.
O plano de Sorgenfrey [carece de fontes?] é o produto cartesiano de duas retas de Sorgenfrey.